# أرجون ناير
أرجون ناير (12 أبريل 1998 في أستراليا - ) (بالإنجليزية: Arjun Nair)‏ هو لاعب كريكت أسترالي. لعب مع فريق جنوب ويلز الجديد للكريكت ‏ وSydney Thunder ‏.

## وصلات خارجية
- أرجون ناير على موقع إي آس بي آن كريك إنفو (الإنجليزية)